# Station Jankowce
Station Jankowce is een spoorwegstation in de Poolse plaats Jankowce.